# Gauertal
Gauertal är en dal i Österrike.   Den ligger i förbundslandet Vorarlberg, i den västra delen av landet, 500 km väster om huvudstaden Wien.
I omgivningarna runt Gauertal växer i huvudsak blandskog. Runt Gauertal är det ganska glesbefolkat, med 47 invånare per kvadratkilometer.